# Felix Christian Klein
Felix Christian Klein, nemški matematik, * 25. april 1849, Düsseldorf, Nemčija, † 22. junij 1925, Göttingen, Nemčija.

## Življenje in delo
Klein je bil profesor v Erlangnu, Münchnu, Leipzigu in Göttingenu. Njegova dela so obsegala geometrijo, teorijo grup, teorijo eliptičnih in avtomorfnih funkcij in algebrskih enačb. Njemu pripada zamisel, da definiramo geometrijo s pomočjo grup. Pred nastopom na Filozofski fakulteti vseučilišča v Erlangenu je imel habilitacijsko predavanje, ki ga je pozneje izdal v delu Primerjalna obravnava novih geometrijskih raziskovanj  (Vergleichende Betrachtungen ueber neuere geometrische Vorschungen) (1872). V tem delu, ki je znano kot Erlangenski program, je podal sistematiko vseh tipov (evklidskih in neevklidskih) geometrij, kjer se je naslanjal na invariantnost geometrijskih lastnosti glede na določene grupe geometrijskih transformacij. Uspeh njegovega dela je bil velik, ker je uspel vse do tedaj znane geometrije spraviti na iste logične osnove. Njegova osnovna zamisel je bila v definiciji skladnosti likov in teles s pomočjo grupe. Ta zamisel je stara toliko kot geometrija, ker v elementarni geometriji proučujemo tiste lastnosti figur, ki niso odvisne od položaja v prostoru, to je tiste lastnosti, ki so invariantne glede na grupo kongruenc (skladnostnih preslikav). Prav tedaj je Riemann razvijal novo geometrijo, ki ne počiva na pojmu enakosti kot pri Kleinu, ampak na pojmu merjenja posameznih figur. Čeprav takšne geometrije, ki jo je razvil Riemann ne moremo neposredno postaviti na isto logično osnovo z evklidsko geometrijo (ker mnogoterost ne dopušča grupe glede na katero je diferencial oddaljenosti invarianten), jo lahko vseeno postavimo v zvezo s Kleinovim modelom in to na takšen način, da v vsaki točki Riemannovega prostora opazujemo tangentni prostor v katerem velja Kleinova definicija geometrije. Povezava med tangentnimi prostori v raznih točkah ima temeljni pomen. Takšno vez vzpostavimo s t. i. koneksijo prostora. Na ta način so spojene Riemannove in Kleinove zamisli in so dale harmonično celoto, ki je služila za razvoj osnovnih pojmov in zamisli sodobne diferencialne geometrije v kateri imata, kar je povsem samoumevno, algebra in topologija osnovno vlogo.
Glavna njegova dela so: Ueber Riemans Theorie der algebraischen Funktionen und ihre Integrale; Vorlesungenueber das Ikosaeder und die Aufloesung der Gleichungen vom 5 Grade idr. 
Pokazal je, da je sfera orientabilna ploskev brez roba, projektivna ravnina pa neorientabilna ploskev z robom in Kleinova steklenica neorientabilna ploskev brez roba.
Za svoje znanstvene dosežke je Klein leta 1912 prejel Copleyjevo medaljo Kraljeve družbe iz Londona.